# Manuel Alonso Corral
Manuel Alonso Corral (Cabeza de Buey, Badajoz, 22 novembre 1934 – El Palmar de Troya, 15 juillet 2011), que ses fidèles reconnaissaient comme le pape Pierre II, a été le chef de l'Église catholique palmarienne entre 2005 et 2011. Il était le successeur de Grégoire XVII, qui avait fondé en 1975 ce groupe, qui portait au début le nom d'Ordre des Carmélites de la Sainte-Face.

## Biographie
Avocat de profession, Corral rencontra Clemente Dominguez et, selon certains, tous les deux forgèrent un plan pour que le second feignît d'avoir une série de visions célestes. Corral abandonna son travail d'avocat et en 1978 pour s'initier à l'Ordre des Carmélites de la Sainte Face devint, l'Église palmarienne. Corral fut illicitement ordonné prêtre et sacré évêque par l'archevêque catholique Ngo Dinh Thuc.
En 1978, Clemente Dominguez nomma Manuel secrétaire d'État de l'Église palmarienne.
Il professera être le dernier pape avant la fin des temps (conformément à la prophétie de Saint Malachie). Voyant que cette dernière tarde à s'accomplir, il se fera discret jusqu'à la fin de son pontificat, à sa mort, le 15 juillet 2011 à l'âge de 76 ans , et a été remplacé par le Père Sergio Maria, qui a pris le nom de Grégoire XVIII qui le canonisera.
Grégoire XVII et Pierre II et leurs successeurs n'ont jamais été reconnus par l'Église catholique.

## Remarque
Il est difficile d'obtenir des informations fiables et vérifiées sur la secte palmarienne, selon des études religieuses du chercheur Jean-François Mayer, en effet, la secte ne communique pas et n'a aucune présence en ligne. On sait peu de chose sur ce qui se passe à l'intérieur de l'Église palmarienne. Selon le journal espagnol, ABC, la secte se comporte très discrètement et agit dans le secret, le journaliste Alberto Flores définit la secte comme étant adepte de l'occultisme.